# Dia Mundial da Segurança e Saúde no Trabalho
O Dia Mundial da Segurança e Saúde no Trabalho ocorre anualmente em todo o mundo em 28 de abril, um dia internacional de lembrança e ação para os trabalhadores mortos, incapacitados, feridos ou que ficaram doentes devido ao seu trabalho.
Este dia é uma oportunidade para destacar a natureza evitável da maioria dos incidentes e problemas de saúde no local de trabalho e para promover campanhas e organização sindical na luta por melhorias na segurança do local de trabalho. O lema do dia é “Lembre-se dos mortos — Lute pelos vivos”.
Embora o dia 28 de abril seja usado como o ponto focal para a lembrança e um dia de solidariedade internacional, as campanhas e outras atividades relacionadas continuam durante todo o ano em todo o mundo.
A Assembleia Geral das Nações Unidas proclamou o dia 28 de abril como o Dia Mundial da Segurança e Saúde no Trabalho para a segurança e saúde ocupacionais.

## Origem
Em 1989, a AFL-CIO declarou o dia 28 de abril como o “Dia em Memória dos Trabalhadores” para homenagear as centenas de milhares de trabalhadores mortos e feridos no trabalho todos os anos. O dia 28 de abril é o aniversário da entrada em vigor da Lei de Segurança e Saúde Ocupacional de 1970 e da criação da Administração de Segurança e Saúde Ocupacional (28 de abril de 1971). Anteriormente, em 1984, o Sindicato Canadense de Funcionários Públicos (CUPE) estabeleceu um dia de luto. O Congresso Trabalhista Canadense declarou um dia anual de lembrança em 1985, em 28 de abril, aniversário de uma Lei abrangente de Compensação dos Trabalhadores, aprovada em 1914. Em 1991, o parlamento canadense aprovou uma lei relativa a um Dia Nacional de Luto pelas pessoas mortas ou feridas no local de trabalho, tornando o dia 28 de abril um Dia Oficial de Luto dos Trabalhadores.

## Dia Mundial da Segurança e Saúde no Trabalho 2023
A Assembleia Geral das Nações Unidas proclamou o dia 28 de abril como o Dia Mundial da Segurança e Saúde no Trabalho.
Um ambiente de trabalho seguro e saudável é um princípio e um direito fundamental no trabalho.
Em junho de 2022, a Conferência Internacional do Trabalho decidiu incluir “um ambiente de trabalho seguro e saudável” na estrutura de princípios e direitos fundamentais no trabalho da Organização Internacional do Trabalho (OIT).
O Dia Mundial da Segurança e Saúde no Trabalho de 2023 será comemorado em 28 de abril de 2023 e explorará o tema de um ambiente de trabalho seguro e saudável como um princípio e direito fundamental no trabalho.

Ele também servirá para apresentar os resultados da pesquisa sobre o estado de implementação de várias disposições das convenções fundamentais sobre segurança e saúde no trabalho.— Organização das Nações Unidas

## Temas
| Ano  | Tema |
| ---- | --- |
| 2005 | “Prevenção de acidentes e doenças no setor de construção e entre trabalhadores jovens e idosos”.                  |
| 2006 | “Uma nova cultura de segurança, reduzindo ou prevenindo acidentes e doenças ocupacionais”.                        |
| 2007 | “Locais de Trabalho Seguros e Saudáveis — Tornando o Trabalho Decente uma Realidade”.                             |
| 2008 | “Minha vida, meu trabalho, meu emprego em segurança — Gerenciando riscos no local de trabalho”.                   |
| 2009 | “Saúde e vida no trabalho: um direito humano fundamental”.                                                        |
| 2010 | “Riscos emergentes e novos modelos de prevenção em um mundo do trabalho em transformação”.                        |
| 2011 | “Sistema de Gestão de Saúde e Segurança Ocupacional: Uma ferramenta para melhoria contínua”.                      |
| 2012 | “Promovendo a segurança e a saúde em uma economia verde”.                                                         |
| 2013 | “Prevenção de doenças ocupacionais”.                                                                              |
| 2014 | “Segurança e saúde no uso de produtos químicos no trabalho”.                                                      |
| 2015 | “Participe da construção de uma cultura de prevenção em SST”.                                                     |
| 2016 | “Estresse no trabalho: um desafio coletivo”.                                                                      |
| 2017 | “Otimizando a compilação e o uso de dados de SST”.                                                                |
| 2018 | “Geração segura e saudável.”                                                                                      |
| 2019 | “Um futuro de trabalho seguro e saudável.”                                                                        |
| 2020 | “Acabe com a pandemia: a segurança e a saúde ocupacional podem salvar vidas.”                                     |
| 2021 | “Antecipar a crise, preparar e responder: Investir em sistemas de saúde e segurança ocupacional resilientes hoje” |
| 2022 | “Agindo em conjunto para criar uma cultura positiva de segurança e saúde”.                                        |
| 2023 | “Um ambiente de trabalho seguro e saudável é um princípio fundamental e um direito fundamental no trabalho.”      |